# Pierre Claude Pajol
 (juillet 2020).
Si vous disposez d'ouvrages ou d'articles de référence ou si vous connaissez des sites web de qualité traitant du thème abordé ici, merci de compléter l'article en donnant les références utiles à sa vérifiabilité et en les liant à la section « Notes et références ».
Pierre Claude Pajol, né « Pajot » (3 février 1772 - Besançon † 20 mars 1844 - Paris), 1er comte Pajol et de l'Empire, est un général d'Empire et homme politique français. Il est l'une des grandes figures de la cavalerie légère de Napoléon Ier.

## Biographie

### 14 juillet 1789
D'une famille de la bourgeoisie qui occupait une position importante dans la magistrature, et fils d'un avocat au barreau du parlement de Besançon, Pierre Claude Pajol étudie le droit à l'université de cette ville lorsque différents duels avec des officiers de la garnison l'obligent à s'éloigner. Il quitte Besançon pour faire son droit à Paris. Arrivé à la capitale le 15 avril 1789, il suit le torrent des idées nouvelles, et s'occupe beaucoup moins de ses études que des événements qui se préparaient alors.
Le renvoi de Necker jette la consternation dans Paris. Le 12 juillet le peuple parisien commence à sonner le tocsin, à prendre une cocarde tricolore, à courir aux armes : le jeune Pajol se mêle à ce mouvement. Nommé commandant d'une des sections de la compagnie formée dans le quartier Saint-Victor qu'il habite, il se rend avec elle sur la place Louis XV, où elle se joint à beaucoup d'autres corps du même genre, dont l'organisation a été improvisée, et aussi aux Gardes-françaises qui viennent de retourner leur veste en tirant sur la cavalerie du prince de Lambesc et en la chassant de la place.
Le lendemain on continue de sonner le tocsin et de s'armer. Pajol fait partie des volontaires qui se forment au Palais-Royal : comme il est d'une haute stature et montre beaucoup d'activité, on le nomme sergent d'une de ces compagnies qui se réunissent à celles de la Basoche et des Tailleurs et à une masse considérable de peuple et d'ouvriers. Toutes ces colonnes d'insurgés se rendent, avec Pajol, à l'hôtel des Invalides pour y voler des armes. On fouille les caves et l'on y trouve 30 000 fusils, avec lesquels le peuple parisien et la garde nationale s'arment. On vole aussi les canons qui sont sur l'esplanade des Invalides, et, les plaçant en tête, on marche le long des quais jusqu'à l'Hôtel de ville de Paris.

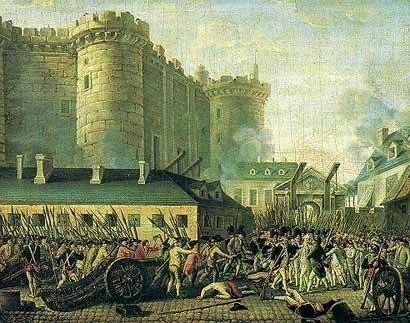
La Prise de la Bastille.

Dès l'aube, le 14 juillet, peuple parisien et garde nationale sont sous les armes, criant : « À la Bastille ! » pour y voler de la poudre. On les y conduit bientôt. Vers midi la garnison de cette forteresse ne cédant point aux revendications, le peuple parisien aidé de quelques gardes-français court au pont, en fait sauter les chaînes, enfonce les portes à l'aide du canon pris aux Invalides, se rend maître du fort et massacre le marquis de Launay, gouverneur de la prison-forteresse, et d'une partie de la garnison. Pajol combat durant toute cette journée à côté et sous les ordres de Hulin.
Après les journées des 5 et 6 octobre 1789, il est devenu impossible pour Pajol de continuer son droit. Il retourne donc dans sa famille en cette fin d'octobre 1789.

### Officier de l'armée révolutionnaire
Pajol s'enrôle le 21 août 1791, dans le 1er bataillon de volontaires du Doubs, et il y devient sergent-major le 1er juin de la même année. Le comte de Narbonne, ministre de la Guerre en décembre 1791, ayant eu l'occasion lorsqu'il commandait en chef les gardes nationales de la Franche-Comté, d'apprécier les heureuses dispositions du jeune Pajol pour la carrière des armes, lui envoie le brevet de sous-lieutenant au 82e régiment d'infanterie, ci-devant régiment de Saintonge, le 12 janvier 1792.
Lieutenant le 27 mai de la même année, il combat le 20 septembre suivant à Valmy. Passé dans le corps de grenadiers, surnommé l'armée infernale, il pénètre dans Spire et reçoit à cette affaire une blessure à la main gauche le 30 septembre 1792, qui ne l'empêche pas de marcher sur Worms. Il sert alors à l'armée de Mayence. Custine, qui la commande, le charge d'éclairer l'aile gauche de l'armée : il part du camp d'Ebersheim dans la nuit du 13 octobre, avec 100 hommes, enlève chemin faisant Neustadt, Turckeim et Alsey, et arrive devant la place avant la cavalerie.
Pajol assiste donc au premier siège de Mayence. La place ayant capitulé le 21 du même mois, il continue de s'avancer en éclaireur jusqu'à Francfort, entre dans cette ville et concourt le 8 novembre au succès que le général Houchard obtient sur les Prussiens près de Limbourg. Il se distingue d'une manière non moins brillante le 6 janvier 1793, à la bataille d'Hochheim, ainsi que le 4 avril, pendant une sortie de la garnison de Mayence (second siège de Mayence). Quoiqu'il a le bras gauche fracturé dès le commencement de l'action, il continue son service.

Forcé de rentrer dans Mayence que les Prussiens investissent, il reçoit l'ordre le 8 avril de faire une sortie de nuit à la tête de deux compagnies et de s'emparer d'une des redoutes de Biebrich, défendue par 150 Hessois et trois pièces de canon. Grièvement blessé dans cette vigoureuse affaire par un biscaïen qui lui fracture le bras gauche, il n'en ramène pas moins dans la place les 150 Hessois prisonniers et les trois pièces de canon. Instruits de cette belle conduite, les membres de la Société des amis de la liberté et de l'égalité de Besançon lui adressent l'extrait suivant du registre de leurs délibérations : 

« Il a été délibéré qu'on enverrait une députation de douze sociétaires au citoyen Pajol, lieutenant au 82e régiment, pour lui témoigner la satisfaction des vrais amis de la liberté et de l'égalité, sur l'intrépidité et le courage qu'il a montrés à Mayence, où il a été grièvement blessé, et qu'il lui serait envoyé une couronne civique. »

— Fait à Besançon, le 12 août 1793, an II de la République. Mathieu, président, Prudhon, secrétaire.
En 1793, au cours du siège de Mayence, il est de nouveau blessé. Prisonnier, il est libéré lors de la capitulation de la forteresse et revient se soigner à Besançon. Après sa guérison, Kléber, alors commandant en chef l'armée de Sambre-et-Meuse, admet le lieutenant Pajol à son état-major en qualité d'aide de camp le 1er prairial an II (janvier 1794). Il se lie alors d'amitié avec Ney qui est adjudant général dans le même état-major. Il justifie cette marque d'estime par la valeur qu'il déploie le 28 prairial (18 juin), au combat de Trazegnies (également appelé bataille de Marchiennes, dite « du brouillard ») ; le 8 messidor, à Fleurus, où il a un cheval tué sous lui ; le 13 messidor, à l'enlèvement des redoutes des postes du mont Palissel et du bois de Haré ; le 27 messidor, à la prise de vive force du poste de la Montagne de Fer, près de Louvain, puis à la bataille d'Esneux, au passage de la Roer et au siège de Maastricht. Kléber, pour le récompenser de ses bons services, l'envoie présenter à la Convention nationale les trophées de cette rapide campagne. La Convention accueille par de vives acclamations le discours et l'orateur, qui, admis aux honneurs de la séance, reçoit du président l'accolade fraternelle. Nommé capitaine au 6e d'infanterie légère le 28 pluviôse an III (1795), il rejoint Kléber.
Ce général, qui médite alors le passage du Rhin, l'envoie rassembler en Hollande des bateaux nécessaires à cette opération, laquelle a lieu les 19 fructidor et 20 fructidor (4-5 septembre 1795), à Ordingen et à Heck-el-Kamp. Pendant l'action, le capitaine Pajol et le général Lefebvre, commandant les grenadiers réunis pour cette entreprise, traversent le fleuve et repoussent les troupes qui garnissent la rive opposée, tandis que le reste de l'armée effectue son débarquement. Il a encore l'occasion de se signaler au passage de la Vupper, à celui de la Sieg et à la bataille d'Ukerath le 18 avril 1797. Le 4e jour complémentaire, il reçoit une balle au bas-ventre et perd un cheval au passage de la Lahn.
Passé à l'armée du Rhin sous Moreau, Pajol, qui a été fait chef de bataillon le 20 pluviôse an IV (9 février 1796), participe à la bataille d'Altenkirchen le 16 messidor, où il charge avec le général Richepanse une colonne ennemie à laquelle il fait éprouver une perte de 3 000 hommes et de 12 pièces de canon. Durant cette campagne il ne cesse de donner des preuves d'intrépidité, principalement au combat de Friedberg, devant Francfort, où son cheval est tué sous lui par un boulet ; le 17 fructidor, à la prise de Bamberg ; le 21 fructidor, à celle de Forchheim ; le 30 fructidor, à Salzbach et aux autres combats du Naab et de Schweinfurt. Il assiste à l'occupation de Francfort, puis de Wurtzbourg.

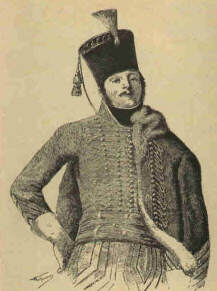
Pajol en uniforme de hussard.

Le commandant Pajol entre le 5 thermidor an V dans le 4e régiment de hussards. Passé avec son corps à l'armée du Danube, il mérite au passage du Rhin effectué le 10 ventôse an VII, les éloges du général en chef Jourdan. Pendant la retraite de l'armée, il a un cheval tué sous lui à la bataille d'Ostrach le 1er germinal. Le 5 germinal, à Liebtingen (15 mars 1799), il met en déroute l'infanterie ennemie avec deux escadrons et contraint deux bataillons à déposer les armes. Le soir de cette même journée, s'étant précipité au milieu de la cavalerie autrichienne, son cheval tombe blessé mortellement, et lui-même, atteint d'un coup de sabre, aurait succombé si, s'élançant sur un cheval démonté, il ne s'était frayé un passage à travers les rangs ennemis. Chargé ensuite de protéger le mouvement rétrograde de l'armée, il prend position au débouché de Furtwangen et de Triberg, sans avoir été entamé. La nuit suivante l'armée continue sa retraite ; le chef d'escadron Pajol n'en est pas prévenu et ce n'est que le matin, entouré d'ennemis qui le somment de se rendre, qu'il se rend compte de la précarité de sa position. Il parvient néanmoins à se dégager par une charge audacieuse au milieu des rangs autrichiens et ramène par la Forêt-Noire ses troupes jusqu'à Offenbourg, où il rejoint l'armée sans avoir éprouvé de pertes considérables.
Pajol fait la campagne de 1797 sous Hoche, comme officier d'état-major. Quelque temps après, Kléber ayant pris le commandement de l'aile gauche de l'armée d'Angleterre, qui forme celle d'Égypte, écrit à Pajol et au colonel Mortier de venir le rejoindre à Toulon pour s'y embarquer et servir de nouveau près de lui. Ces deux officiers partent ensemble de Coblentz mais, arrivés à Lyon, ils apprennent que l'expédition est déjà partie pour l'Égypte. Ne pouvant espérer la rejoindre, ils retournent chacun à leur poste.

### Hussard de NapoléonIer
À la Seconde Coalition (1799), envoyé avec son régiment à l'armée d'Helvétie, le commandant Pajol est nommé le 6 prairial (25 mai 1799), par le général en chef Masséna, chef de brigade sur le champ de bataille où il vient de se distinguer : ayant eu son cheval tué dans une charge en avant de Winterthour, il tombe au pouvoir des Autrichiens. Le capitaine Gérard rallie son escadron, charge l'ennemi et délivre son commandant, qui, dépouillé de ses vêtements, monte un cheval de prise, ranime l'ardeur de ses cavaliers et tombe sur les Autrichiens qu'il disperse. C'est lors de cette charge que Pajol criera "Saxe-Conflans, bannière au vent" qui deviendra la devise du 4e de Hussard. Il se distingue à la deuxième bataille de Zurich et dans la poursuite des troupes russes de Souvorov.
Le 29 messidor, il est nommé commandant du 23e régiment de cavalerie. Le 3 thermidor, appelé à celui du 6e régiment de hussards, il est employé à l'armée d'Italie sous Schérer. Son régiment est presque entièrement détruit dans la retraite qui suit la perte de la bataille de Novi, à l'issue de laquelle il revient en France pour réorganiser son corps.
Peu après, le gouvernement l'envoie à l'armée du Rhin sous les ordres de Lecourbe, dont il forme l'extrême avant-garde. Il prend part aux batailles de Mœskirch, Biberach, Stockach et Höchstädt. Le 9 thermidor an VIII, à Neubourg, il surprend un régiment de cuirassiers autrichiens, fait 300 prisonniers et détruit le reste. Moreau, en récompense de sa conduite à la bataille de Hohenlinden, lui décerne un sabre d'honneur et lui confie la défense des gorges du Tyrol. C'est le chef de brigade Pajol qui entre le premier dans Füssen, après avoir culbuté l'infanterie ennemie et l'avoir jetée dans le Lech.
La paix de Lunéville lui permet de rentrer en France. La Légion d'honneur ayant été fondée, il devient membre de cet ordre le 19 frimaire an XII, et officier le 25 prairial de la même année. Il reçoit ordre d'aller s'embarquer avec son régiment au Helder pour faire partie de l'expédition d'Angleterre. Après avoir passé six semaines à bord des bâtiments, il est finalement appelé à la Grande Armée en l'an XIV. Il est en 1805 au 2e corps de Marmont dans la division de cavalerie de Lacoste avant de passer sous les ordres du maréchal Davout. Il fait la campagne de 1805 en Autriche, se signale à Ulm, à Leoben, aux ponts de Vienne et à Austerlitz.

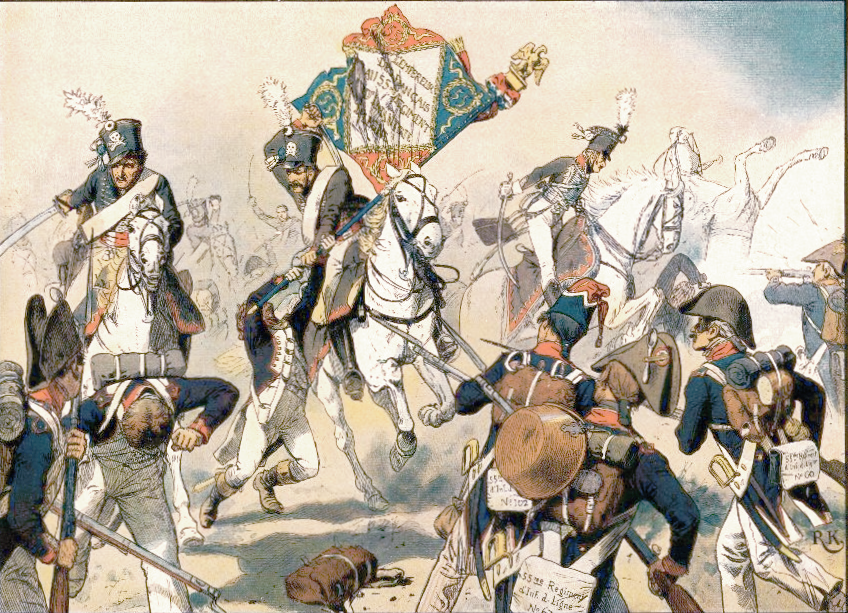
La charge des hussards prussiens à la bataille d'Heilsberg.

Il prend à cette époque la tête de « l'Infernale », c'est-à-dire la 1re brigade de la division Lasalle (5e et 7e hussards et 3e chasseurs).
Pendant la campagne de 1806, en Prusse, il se fait remarquer à Iéna dans le corps de Joachim Murat. L'Empereur l'élève au grade de général de brigade après Eylau, par décret du 10 mars 1807. Le 9 juin suivant, il se fait remarquer à la bataille de Guttstadt. Le 12, à Heilsberg, il a un cheval tué sous lui et soutient avec sa brigade la charge de la cavalerie ennemie, ce qui donne le temps à la cavalerie française de se rallier. Après la bataille de Friedland, il passe la Pregel, harcelant l'ennemi, avec lequel il entre à Tilsitt. Là, le prince Bagration lui remet, de la part de l'empereur de Russie Alexandre Ier, pour les faire parvenir à Napoléon, les propositions de l'armistice qui précède la conclusion de paix de Tilsitt.
Autorisé à porter la décoration de l'ordre du Lion « de Bavière » en 1808, il a le commandement de toute la ligne d'avant-postes sur la frontière de Bohême, et reçoit au mois d'avril 1809, du feld-maréchal Bellegarde, la déclaration de guerre de l'Autriche. Dans le même temps, il contient l'ennemi avec 2 000 hommes de cavalerie jusqu'à ce que le maréchal Davout ait rassemblé son corps d'armée, dont il éclaire la marche sur Ingolstadt. Le passage du Danube effectué à Ratisbonne, il combat le 21 à Piessing et empêche les Autrichiens de se porter sur la gauche du maréchal. Après avoir contribué au gain de la bataille d'Eckmühl, pendant laquelle il perd deux chevaux tués sous lui, il arrive le 24 sous les murs de Ratisbonne, où il fait 2 000 prisonniers. Cette manœuvre audacieuse lui vaut le lendemain de Napoléon Ier, témoin de son intrépidité, le titre de commandeur de la Légion d'honneur. Il poursuit ensuite les troupes autrichiennes dans leur retraite en Bohême, mais un ordre le rappelle à la partie de l'armée qui vient d'occuper Vienne. Il est créé baron de l'Empire après la bataille d'Essling le 28 juin 1809.
Arrivé dans l'île Lobau le 4 juillet, il expulse l'ennemi des plaines d'Essling le 5 et prend position sur la Nesselbach. Le 6 juillet, jour de la bataille de Wagram, il paralyse par des charges multiples les tentatives de la cavalerie autrichienne pour se rapprocher du Danube. C'est dans l'un de ces combats qu'à la tête du 11e de chasseurs, il met en déroute un régiment de dragons dont le colonel, enlevé par lui de son cheval, est fait prisonnier. Balayant ensuite la route de la Taya, il refoule l'ennemi sur les hauteurs de Znaïm et, comme à Tilsitt, y reçoit les premières propositions d'un armistice qui amène la conclusion du traité de Schönbrunn (14 octobre 1809). Les hostilités ayant cessé, le général Pajol est appelé à prendre le commandement de la cavalerie qui se trouve à Dantzig et sur la ligne de la Vistule. Trois mois après, il obtient un congé.
Pendant la campagne de Russie (1812), sa brigade regroupant le 2e chasseurs à cheval et de lanciers polonais, forme l'avant-garde du Ier corps de Davout. Il passe le premier le Niémen le 24 juin, s'empare de Kowno, prend Ére, Zimori, Wilna, Minsk et ses immenses magasins et chasse d'Ochmiana le corps du général Doctorov, au moment où celui-ci y entre.
Instruit que le grand parc d'artillerie du général Bagration, dont il a défait l'arrière-garde à Ochmiana, a choisi une route difficile, il se met à le poursuivre avec cent des meilleurs chevaux de son avant-garde. Cette expédition, qui est couronnée de succès, lui vaut le grade de général de division par décret du 7 août 1812. Chargé d'observer la place de Bobruisk sur la Bérézina, le général Pajol réussit à maintenir la garnison et à tromper l'aile gauche de l'armée russe, qui, changeant sa direction, facilite au maréchal Davout la prise de Mohilev. Toujours aux prises avec les Russes, il leur enlève Drombrowna, Krasnoë (où il est blessé), Orcha, Rassana, les chasse de la rive gauche de la Dvina, débloque Vitebsk et prend Poriéchi.

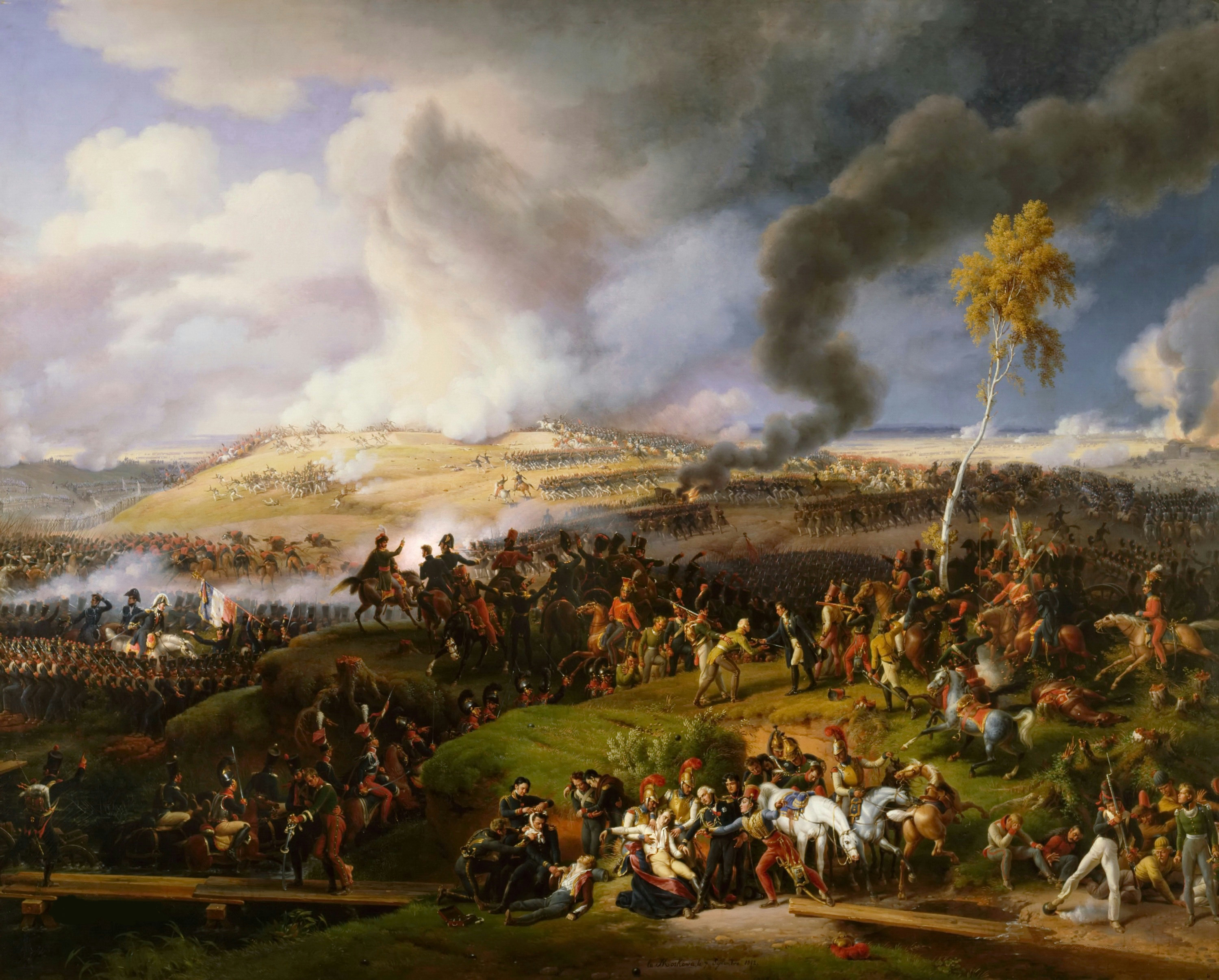
La Bataille de la Moskova, par Louis-François Lejeune.

Après avoir traversé le pays, il vient se mettre en ligne la veille de la bataille de la Moskova (5-7 septembre 1812). Il s'illustre une nouvelle fois pendant le combat, tandis qu'expirent autour de lui les généraux Montbrun, Caulaincourt, le colonel Désirat et ses deux aides de camp. Deux chevaux ayant été tués sous lui, il en enfourche un troisième, lorsque survient un obus qui emporte le cheval, renverse le cavalier et blesse le général Subervie, au moment où celui-ci reçoit des ordres de Pajol. Il n'en reste pas moins à la tête de sa cavalerie, avec laquelle il déborde la grande redoute des Russes pendant que l'infanterie l'enlève, forçant l'ennemi à la retraite.
Le 9 septembre, il occupe Mojaïsk, où il fait prisonnier deux bataillons russes. Dans l'engagement qui précède son entrée dans cette place, une balle lui fracasse le bras droit. Pajol doit céder son poste à Exelmans. Le bras droit cassé d'un coup de fusil, son cheval tué, il n'en poursuit pas moins l'armée russe jusqu'aux portes de Moscou. L'incendie de la ville précipite en définitive la retraite de l'armée française. À Bober, Napoléon mande le général Pajol pour obtenir de lui des renseignements sur la Bérézina. Ce dernier, qui a étudié le cours de cette rivière, indique Zambinen comme le seul point guéable : c'est donc vers cet endroit que se dirigent les restes de la Grande Armée.

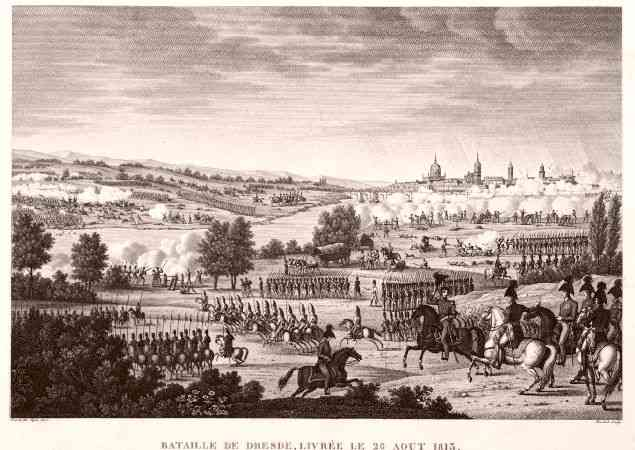
La Bataille de Dresde, gravure, Edme Bovinet (1767-1832).

À peine guéri de sa blessure, il prend le 5 mai 1813 le commandement de la 2e division de marche du 1er corps de cavalerie, avec laquelle il se trouve aux batailles de Lützen, Bautzen et Buntzlau. Chargé après l'armistice du 4 juin d'observer la frontière de la Bohême sur la rive gauche de l'Elbe, il s'attire la confiance des habitants de la contrée par la discipline qu'il maintient parmi ses troupes. Le 10 mai, l'armistice ayant été rompu, le général Pajol, demeuré seul pour défendre une ligne immense, se replie sur Dresde, n'ayant à opposer à des forces éminemment supérieures que 2 000 hommes d'infanterie, une batterie d'artillerie légère et sa division de cavalerie. Toutefois, il parvient intact à sa destination. Pendant deux jours il résiste aux attaques des Austro-Russes qui cherchent à pénétrer dans Dresde, ce qui donne le temps à Napoléon d'y arriver avec sa Garde et une partie de la Grande Armée.
Après la bataille de Dresde, il se rend maître de Pirna et des défilés de Gelbout, rallie les débris du corps du général Vandamme et garde les débouchés de la Bohême. Napoléon, qui par la négligence des officiers de son état-major a manqué d'être pris, lui fait donner l'ordre de se rendre auprès de lui, disant « qu'il n'a plus de général de cavalerie que Pajol ; que celui-là sait non seulement se bien battre, mais ne pas dormir, se bien garder et n'être jamais surpris. »
Il joue un rôle important dans la victoire à Dresde les 26 et 27 août. C'est de l'une de ses pièces que part le boulet qui emporte les deux jambes de Moreau. Il combat ensuite à Leipzig à la tête du 5e corps de cavalerie, incorporant la division légère de Subervie et les dragons de Lhéritier et Milhaud. À Wachau, un obus éclatant sous le poitrail de son cheval le soulève dans les airs, lui casse le bras gauche et lui fracasse les côtes. « Je fais une grande perte ! s'écrie l'Empereur en contemplant les débris du cheval du général Pajol, que je ne remplacerai pas de sitôt ; si Pajol en revient, il ne doit plus mourir ». Laissé pour mort au milieu des combattants, il y aurait été oublié sans le dévouement de son premier aide de camp, le lieutenant-colonel Biot, et de ses officiers, qui l'enlèvent et le conduisent à l'ambulance. Blessé grièvement, il est évacué en France. Le titre de comte de l'Empire lui est conféré par décret impérial du 25 novembre 1813.

### Le «héros de Montereau»

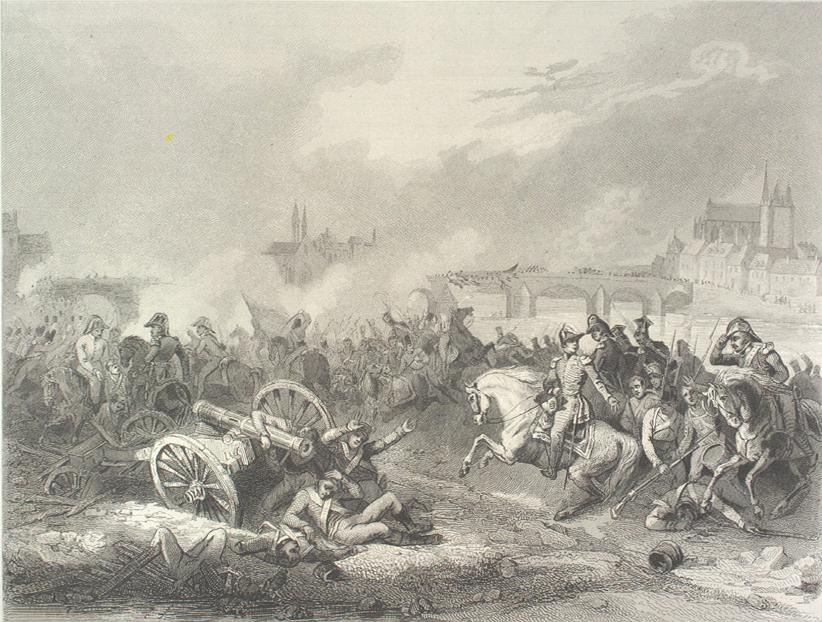
La Bataille de Montereau, gravure d'après Jean-Charles Langlois (1789-1870).

Il a encore le bras en écharpe lorsque deux mois après il vient offrir ses services à l'Empereur, qui lui confie le commandement de l'armée d'observation de la Seine, de l'Yonne et du Loing (décret impérial du 20 janvier 1814), avec le titre de général commandant la division de réserve, à Melun. Obligé de suivre l'armée dans sa retraite, il détruit les ponts, prend position sur Yerres et occupe Melun. Après avoir transporté son quartier général à Nogent-sur-Seine le 22 janvier, il se décide, de concert avec l’officier du génie Durivau, directeur des études à l’École polytechnique qui vient de lui être attaché, de fortifier les ponts de la Seine et de l'Yerres, barrant ainsi la route de Paris aux armées alliées.

Napoléon l'ayant appelé auprès de lui à Guignes le 15 février 1814, lui communique son projet sur Montereau, et lui ordonne d'y arriver avec son corps le 17 de grand matin pour attaquer les ennemis qui sont sur les hauteurs de Surène. Le 16, il entre dans Châtelet après un combat acharné ; le 17 il débouche à six heures du matin des bois de Valence, en débusque l'avant-garde ennemie et, la forçant à se replier sur son corps de bataille, il l'attaque par le flanc droit, se croyant soutenu par le maréchal Victor qui doit se trouver là à la même heure. Ce dernier ne paraît pas. Pajol doit donc lutter seul contre l'armée ennemie. Il a déjà perdu 19 pièces d'artillerie sur 24 dont il dispose ainsi qu'un grand nombre de soldats lorsque le grand-maréchal du palais, le général Bertrand, accourt en l'assurant que le général Gérard, qui a succédé à Victor, vient d'arriver et que ses tirailleurs sont déjà engagés. Ranimant le courage de ses troupes, Pajol se hâte de resserrer sa ligne et reporte ses hommes en avant. L'ennemi, ainsi attaqué par ses flancs, se décide à abandonner sa position. À peine le général Pajol s'est-il aperçu de ce mouvement rétrograde qu'il forme la brigade Delort en colonne serrée, par pelotons, et ordonne aux généraux du Coëtlosquet et Grouvel de se rapprocher et de le soutenir. Il charge ensuite avec le général Delort à la tête de sa cavalerie sur la grande route de Montereau. Arrivé sous un feu nourri au milieu de la colonne autrichienne, il la rompt, lui enlève 5 000 prisonniers, toute son artillerie et passe aussitôt le pont de Montereau. Il poursuit l'ennemi sur les deux rives de l'Yonne jusqu'à la nuit puis revient à Montereau. Napoléon l'embrasse et lui apprend qu'il vient de le nommer grand officier de la Légion d'honneur (19 février), ajoutant : 

« Si tous les généraux m'avaient servi comme vous, l'ennemi ne serait pas en France. »

Ayant eu son cheval tué sous lui vers la fin de cette journée, Pajol, dont les blessures se rouvrent, se rend à Paris pour s'y faire soigner et ne joue plus de rôle actif jusqu'à la première abdication de Napoléon. Sous la Première Restauration, il se décide à continuer de servir et organise les quatre régiments du roi qu'il commande en 1814 mais qui sont dissous. Louis XVIII le fait comte et chevalier de Saint-Louis le 2 juin. Il reçoit le même jour le commandement d'une division de cavalerie à Orléans, sous les ordres du général Dupont, et ensuite celui de la 2e subdivision de la 1re division militaire.
Au retour de l'île d'Elbe, le général Pajol envoie à Napoléon Ier sa soumission le 21 mars (il a pour cela quelques démêlés avec Dupont, puis avec le maréchal Gouvion-Saint-Cyr), distribue la cocarde tricolore à ses soldats et, lorsque Dupont et Saint-Cyr sont forcés de s'éloigner, il prend le titre de commandant de l'armée de la Loire, l'amène à Paris et propose à l'Empereur de marcher sur Bruxelles avec les 18 000 hommes qui la composent. Il est nommé pair à la « Chambre impériale » le 2 juin 1815, puis, au début de la campagne de Belgique (1815), commandant du 1er corps de cavalerie, destiné à servir à l'avant-garde de l'armée. Après avoir passé la Sambre, il s'empare le 15 de Charleroi et déloge le soir même de Fleurus l'arrière-garde prussienne. Le 16, il se mesure avec des forces supérieures et s'aperçoit le 17 que les alliés dégarnissent leurs lignes. Il ordonne alors à la division Clary de charger les avant-postes, atteint l'arrière-garde prussienne, lui enlève dix pièces de canon, tous ses équipages et un grand nombre de prisonniers. Ces canons, les seuls pris dans cette campagne, sont envoyés à Napoléon, qui décore le général Pajol du grand aigle de la Légion d'honneur.
Le 18, renforcé par la division Teste que Napoléon lui a envoyée, il entre dans Namur et s'avance vers Bruxelles, quand une canonnade dirigée depuis Waterloo l'arrête. Comme il a dix lieues à faire pour gagner le champ de bataille, il n'arrive qu'à cinq heures du soir sur la Dyle, après avoir ramassé en chemin les quatre régiments de cavalerie de la division Vallin, et informe de son arrivée le maréchal Grouchy, qui lui ordonne de passer cette rivière à Limale, en lui donnant avis que, jusqu'à présent, il n'a pu lui-même, malgré tous ses efforts, emporter le passage à Wavre. Sans perdre un instant, Pajol ordonne au général Vallin de charger à la tête du 6e hussards. Ce régiment s'élance en colonne par pelotons, enlève le pont, sabre un corps de Prussiens et fait le reste prisonnier. Le passage s'effectue à neuf heures du soir mais devient inutile à l'annonce du désastre de Waterloo le 19. Pajol propose malgré tout d'attaquer l'ennemi avec 36 000 hommes, rassemblés sur ce point et qui n'ont pas donné, afin de tomber à l'improviste sur le flanc gauche des Anglo-Prussiens. Cet avis n'ayant pas été écouté, il repasse la Dyle et retourne à Namur, le seul point par où la retraite peut s'effectuer. Celle-ci a lieu en bon ordre et sans perte jusqu'à Paris, où Pajol arrive dans les derniers jours de juin.
Il se prononce énergiquement pour la défense de la ville. Ses observations à cet égard et son refus d'adhérer à la capitulation indisposent contre lui le maréchal Davout, qui donne au général Exelmans l'ordre de faire monter à cheval vingt-cinq dragons et d'arrêter le général Pajol sur les hauteurs de Montrouge. Exelmans refuse d'exécuter cet ordre. Le général Pajol suit l'armée derrière la Loire. Mis en non-activité après le licenciement, il est admis à la retraite, sur sa demande, le 7 août 1815.
Dès lors il refuse de servir les princes de la Restauration française. Il ne les considère plus que comme des ennemis imposés à la France par la force étrangère, et se sépare ouvertement, sous ce rapport, du maréchal Oudinot, son beau-père. Il ne cache pas son opposition et signe plusieurs articles en ce sens dans les journaux de l'opposition libérale, et plus particulièrement dans Le Constitutionnel, adressant en même temps aux Chambres des pétitions en faveur des membres de la Légion d'honneur, auxquels il prétend que la Restauration, malgré ses promesses, fait perdre une partie de leurs traitements. En 1818, il adresse au même journal une lettre dans laquelle il accuse très amèrement le ministère de laisser sans défense les places de la Lorraine, et d'avoir par là causé une insulte des Prussiens, qui viennent d'envahir un village des environs de Metz. Toutes ces plaintes demeurent sans résultat et Pajol continue de rester sans activité jusqu'en 1830, même s'il est très probable qu'il a des rapports suivis avec les chefs du parti qui triomphe à cette époque.
Industriel malheureux, vivant éloigné des affaires publiques, voyageant, il accueille favorablement le mouvement révolutionnaire de Juillet 1830.

### L'expédition de Rambouillet
Lors de la publication des Ordonnances, il est à la campagne. Aussitôt qu'il en a connaissance, il revient à Paris. Le 27 juillet au soir, il aperçoit, près de la porte Saint-Denis, un groupe assez nombreux d'hommes de tout âge qui, en présence d'un bataillon d'infanterie formé en bataille sur le boulevard, témoignent leur indignation. Pajol s'approche d'eux et leur dit : 

« Mes amis, que faites vous ici ? Ce n'est pas avec des paroles qu'on peut obtenir justice, il faut vous armer. Rentrez chez vous, prenez des fusils, de la poudre et des balles, et vous reviendrez alors ! »

Il se rend immédiatement chez M. Laffitte, où se sont réunis plusieurs députés libéraux. Il les instruit de ce qu'il a vu, de la fermentation qu'il a remarquée et des décisions sont prises pour seconder cette disposition des esprits.
Pendant la journée du 28, son rôle se borne à des visites, à des courses dans les rues, à des encouragements. Il ne croit pas le mouvement insurrectionnel assez prononcé pour oser se jeter dans la mêlée, et refuse les propositions qui lui sont faites au nom de quelques libéraux réunis au National, de prendre le commandement des combattants. Le 29, après la prise du Louvre et des Tuileries, lorsque les troupes royales ont évacué Paris et se replient sur Saint-Cloud, il organise une ligne de défense en avant de la capitale, sur la route de Saint-Cloud. Il en donne le commandement au général Reubell et se rend ensuite à l'hôtel Laffitte, auprès des députés alors en permanence, lesquels décident que le général Pajol prendrait le commandement en chef de l'insurrection, honneur que le 30, le général La Fayette revendique pour lui-même, et qui est accordé au général Gérard. Pajol n'exerce que le commandement en second de la Garde nationale de Paris.
La Chambre des députés proclame la vacance du trône et confère la lieutenance générale du royaume au duc d'Orléans. Il y a donc nécessité de terminer la défaite de Charles X et de le forcer à quitter le Château de Rambouillet, où il est retranché avec 12 000 hommes et quelques canons. Le 3 août, Pajol reçoit à midi l'ordre suivant :
Lieutenance générale du royaume.
Paris, le 3 août 1830.
S. M. Charles X ayant abdiqué la couronne, et S. A. R. monseigneur le Dauphin ayant également renoncé à ses droits, il est devenu indispensable qu'ils s'éloignent immédiatement du territoire français ; en conséquence, le lieutenant-général comte Pajol est chargé de prendre toutes les mesures pour les y déterminer et pour veiller à la sûreté de leurs personnes. Il sera mis à sa disposition toutes les forces dont il aura besoin.
Louis-Philippe d'Orléans.
Le commissaire provisoire au département de la guerre,
Comte Gérard.

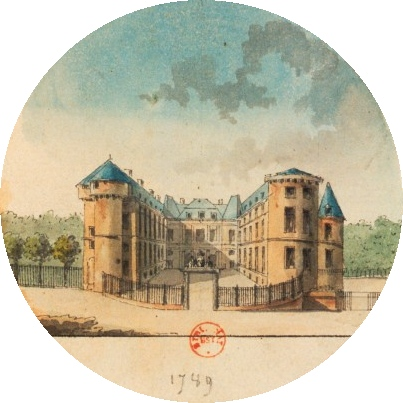
Le Château de Rambouillet, Jean Nicolas Louis Durand (1760-1834).

L'expédition, dite de Rambouillet, est le résultat de cet ordre. M. Sanquaire-Souligné en a raconté les détails dans ses Lettres sur l'état de la France, publiées en 1830. Le National rapporte le 6 août suivant, la suite des événements : « Au premier coup de fusil des tirailleurs de l'avant-garde, la générale bat et le boute-selle sonne dans le camp « carliste » ; les équipages sont attelés ; le roi et sa famille se sauvent, la garde les suit. »
Le 4, à trois heures du matin, le général Pajol envoie un officier et 300 hommes prendre possession de Rambouillet, établir une sauvegarde au château et veiller à la conservation des équipages. À sept heures du matin, Joseph Degousée, colonel de la garde nationale et premier aide de camp du général, fait par son ordre filer sur Paris 8 équipages de la cour avec 80 chevaux, ensuite il fait mettre les scellés et dresser un procès-verbal par toutes les autorités civiles et militaires sur le caisson renfermant tous les diamants de la couronne. Pajol, arrivé à Rambouillet à dix heures du matin, reçoit, avec le colonel Jacqueminot, la soumission de plusieurs détachements des corps qui ont suivi Charles X. Sa présence à Rambouillet détermine dans la journée la soumission de toutes les troupes qui accompagnent l'ex-roi. Le colonel Degousée remet, à sept heures et demie, le caisson renfermant les diamants au baron Louis, ministre des Finances.
Pajol reçoit le 21 août la grand-croix de la Légion d'honneur (dont il a déjà été décoré pendant les Cent-Jours) et, rétabli dans le cadre d'activité, il est appelé au commandement de la 1re division militaire le 26 septembre. Il n'entre à la Chambre des pairs que le 19 novembre 1831, dans la fournée de trente-six pairs viagers destinée à permettre l'adoption à la Chambre haute du projet de loi abolissant l'hérédité de la pairie. Comme commandant divisionnaire et comme pair de France, Pajol se montre dévoué envers Louis-Philippe Ier et au gouvernement qu'il a contribué à fonder. Il réprime énergiquement l'émeute du 14 février 1831, celles des 5 et 6 juin 1832 et 13 avril 1834. À la Chambre des pairs, il vote constamment pour le gouvernement.
Le ministère compte tellement sur ses affections politiques que, voulant le remplacer dans le commandement de la 1re division militaire par le général Tiburce Sébastiani (29 octobre 1842), il lui demande sa démission, lui offrant en compensation de cet acte de complaisance le gouvernement du Louvre avec le titre d'aide de camp du roi. Il refuse de se prêter à ce qu'on attend de lui, à moins qu'on ne consente à lui accorder la dignité de maréchal de France à laquelle il se croit des droits, Napoléon, vers la fin de son règne, la lui ayant promise dans un avenir peu éloigné.
Le ministre annonce au général son remplacement et sa mise en disponibilité le 29 octobre 1842.
Cependant, peu de mois après, il se montre de nouveau aux fêtes de la Cour. Dans les premiers jours de 1844, la santé du général commence à faiblir. Pajol meurt, à la suite d'une chute en descendant l'escalier des Tuileries, le 8 mars 1844, après une visite à Louis-Philippe Ier. Il est enterré en grande pompe au cimetière du Père-Lachaise. Son épouse, qui est une des filles du maréchal Oudinot, l'a précédé dans la tombe. Sa dépouille est ensuite transférée au chevet de l'église de Nozeroy, dans le Jura, où la sépulture existe encore de nos jours.

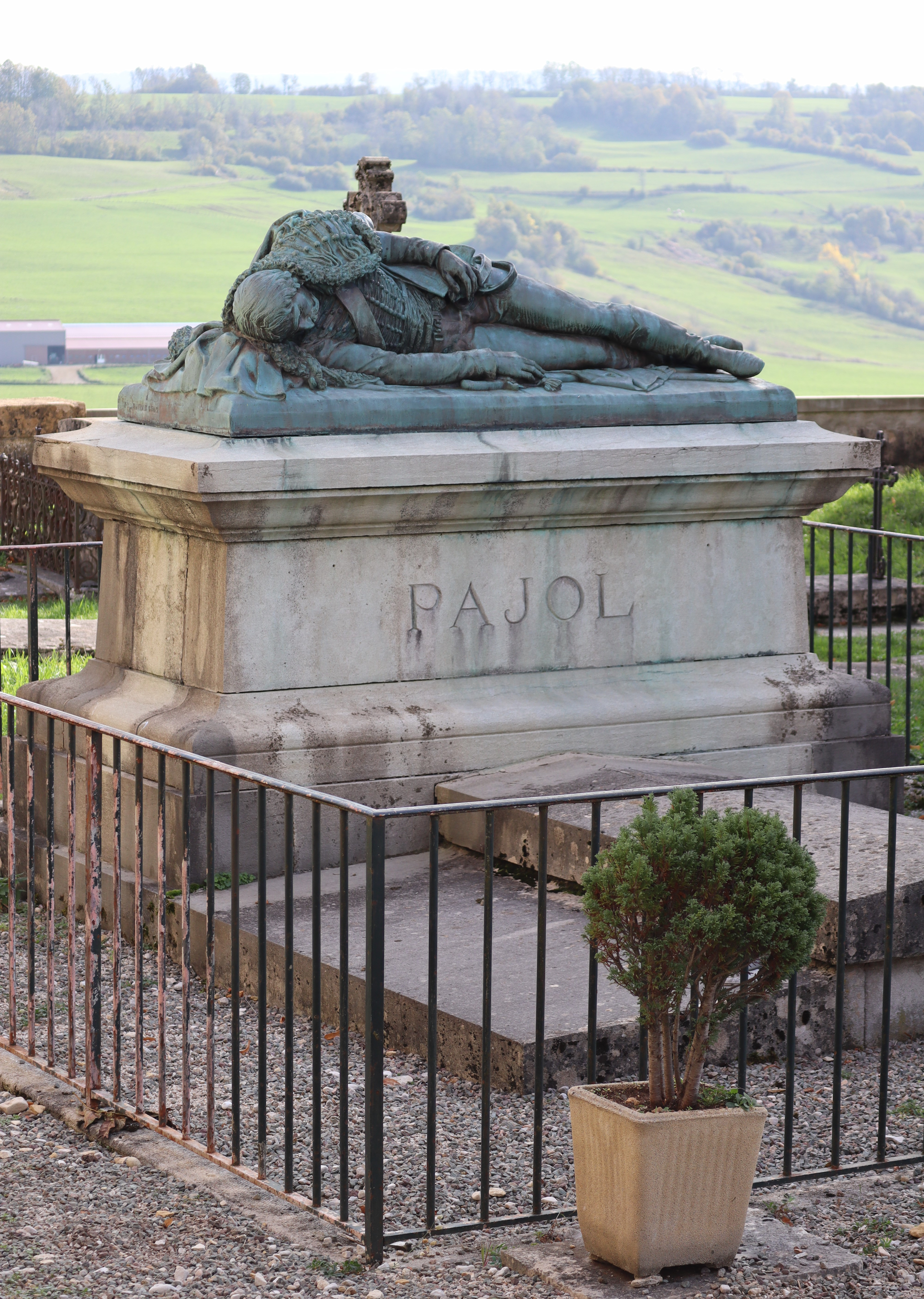
Mausolée de Claude Pajol dans le cimetière de Nozeroy (39).

Quelques jours avant de succomber, il déclare sur son lit de mort : « Ah ! du moins, si c'était un boulet qui m'eût brisé les os, j'aurais été favorisé jusqu'à la fin de ma vie : elle se serait éteinte pour le service de la France, il ne me resterait à demander à Dieu que sa clémence, et ma vieillesse n'eût rien envié à mes jeunes ans. »
C'est un des généraux modernes qui a reçu le plus de graves blessures. Il a dans le cours de ses campagnes seize chevaux tués sous lui et a gagné tous les grades sur le champ de bataille.
« Napoléon Ier n'avait pas eu le temps de le faire maréchal d'Empire. Les deux gouvernements qui lui ont succédé n'ont pas songé à acquitter cette dette sacrée. »
Le nom du général Pajol est gravé sur le côté nord (8e colonne) de l’arc de triomphe de l’Étoile, à Paris. La ville de Besançon lui élève une statue due au ciseau de son fils, le comte Charles-Pierre-Victor Pajol, statue fondue en 1942. Son fils est également l'auteur du mausolée, datant de 1878, qui recouvre sa sépulture à Nozeroy, son village familial. Son portrait en pied, offert par ses fils à sa ville natale, est placé dans la grande salle de la mairie de Besançon.

## États de service
- Sergent-major au 1er bataillon de volontaires nationaux du Doubs (21 août 1791) ;
- Sous-lieutenant au régiment de Saintonge, devenu par la suite 82e de ligne (12 janvier 1792) ;
- Lieutenant (27 mai 1792) ;
- Premier aide de camp du général Kléber (1er prairial an II (6 janvier 1794)) ;
- Capitaine (12 mai 1794) ;
- Capitaine au 6e d'infanterie légère le 28 pluviôse an III (1795) ;
- Chef de bataillon (20 pluviôse an IV (9 février 1796)) ;
- Lieutenant-colonel la victoire d'Altenkirchen (1796) ;
- Lieutenant-colonel, commandant le 4e régiment de hussards (1797) ;
- Chef de brigade (colonel) du 4e Hussards sur le champ de bataille de Winterthour, par le général Masséna (à titre provisoire le 10 juillet 1799, confirmé le 18 juin 1803) ;
- Chef de brigade du 6e régiment de hussards (1800), passé par la suite dans la 1re brigade de la division du général Lasalle ;
- Général de brigade sur le champ de bataille d'Eylau (8 février 1807, confirmé par décret impérial du 10 mars 1807) ;
- Commandant de la 1re brigade de la division du général Lasalle dans la Grande Armée (14 mai 1807 - 12 octobre 1808) ;
- Général de division sur le champ de bataille de Friedland (14 juin 1807, confirmé le 7 août 1812) ;
- Commandant d'une brigade de cavalerie légère de l'armée d'Allemagne (12 octobre 1808 - 2 avril 1809) ;
- Commandant de la 1re brigade de la division du général Montbrun dans la Grande Armée (2 avril 1809 - 9 octobre 1809) ;
- Commandant de la 2e brigade de la division du général Montbrun dans la Grande Armée (octobre 1809 - 11 avril 1810) ;
- En congé (11 avril 1810 - 23 juin 1810) ;
- Commandant d'une brigade de cavalerie légère de l'armée d'Allemagne (23 juin 1810 - octobre 1810) ;
- Commandant de la cavalerie de l'arrondissement de Dantzig (15 mars 1811 (effectif le 20 mai 1811) - 25 décembre 1811) ;
- Commandant de la 1re brigade de cavalerie légère de l'armée d'Allemagne (25 décembre 1811 - 9 janvier 1812) ;
- Commandant de la 1re brigade de cavalerie légère du 1er corps d'observation de l'Elbe (9 janvier 1812 - 1er avril 1812) ;
- Commandant de la brigade de cavalerie légère du Ier corps de la Grande Armée (1er avril 1812 - 7 août 1812) ;
- Commandant de la 2e division de cavalerie légère du 2e corps de cavalerie de la Grande Armée (9 août 1812 - 9 septembre 1812) ;
- Chargé par Murat du commandement de toute l’avant-garde de la Grande Armée en Russie (8 septembre 1812) ;
- En congé (9 septembre 1812 - 8 mai 1813) ;
- Commandant de la 10e division de cavalerie légère du 14e corps de l'armée d'Allemagne (30 juin 1813 - 29 septembre 1813) ;
- Commandant du 5e corps de cavalerie de l'armée d'Allemagne (29 septembre 1813 - 16 octobre 1813) ;
- Commandant de la 2e division de réserve (20 janvier 1814 - 20 février 1814) ;
- Commandant en chef de l’armée d’observation de la Seine, de l'Yonne et de Loing (février 1814) ;
- En congé (20 février 1814 - 23 avril 1814) ;
- Commandant de l’armée de la Loire au début des Cent-Jours ;
- Inspecteur général de Cavalerie (23 avril 1814 - 1er juin 1814) ;
- Commandant d'une division de cavalerie dans la 1re division militaire (1er juin 1814 - 17 janvier 1815) ;
- Commandant de la 2e subdivision de la 1re division militaire (17 janvier 1815 - 19 mars 1815) ;
- Commandant de la division de grosse cavalerie de l'armée de la Loire (19 mars 1815 - 21 mars 1815) ;
- Commandant des troupes rassemblées à Orléans (22 mars 1815 - 3 juin 1815) ;
- Commandant du 1er corps de cavalerie de l'armée de Belgique (3 juin 1815 - 30 juin 1815) ;
- Commandant en chef du 1er corps de cavalerie, à l’armée du Nord (qu’il rejoignit à Avernes, 14 juin 1815) ;
- Commandant en second des troupes du gouvernement provisoire sous Paris (30 juin 1815 - 22 octobre 1815) ;
- Admis en retraite, sur sa demande, le 7 août 1815 (à compter du 1er mars 1816) ;
- Mis en non-activité (22 octobre 1815) ;
- Commandant de la 1re division militaire et gouverneur militaire de Paris (3 septembre 1830 - 29 octobre 1842) ;
- Général de division maintenu définitivement en activité (15 août 1839) ;
- Mis en disponibilité (29 octobre 1842 - 20 mars 1844).

## Blessures
- Prise de Spire (30 septembre 1792) : blessé à la main gauche, en parant un coup de baïonnette que lui portait un grenadier autrichien ;
- Prise d’une des redoutes de Biebrich (8 avril 1793) : atteint grièvement d’un coup de biscaïen qui lui fractura le bras gauche ;
- Bataille de Fleurus (26 juin 1794) : a son cheval tué sous lui, lui occasionnant des contusions ;
- Passage de la Lahn (1796) : blessé d’une balle dans le ventre, lors et a son cheval tué sous lui ;
- Devant Francfort (août 1796) : a son cheval tué sous lui ;
- Bataille d'Ostrach (juin 1799) : a son cheval tué sous lui ;
- Bataille de Leibtingen (soir du 5 germinal an VII (15 mars 1799)) : criblé de coups de sabre, son cheval ayant été tué sous lui ;
- En avant de Winterthour (21 juin 1799) : a son cheval tué sous lui ;
- Bataille d'Heilsberg (10 juin 1807) : a son cheval tué sous lui ;
- Bataille d'Eckmühl (23 avril 1809) : a deux chevaux tués sous lui ;
- Bataille de Znaïm (10 juillet 1809) : a son cheval tué sous lui ;
- Bataille de la Moskova (7 septembre 1812) : a un de ses chevaux qu’il monte emporté par un boulet, l’autre tué par un biscaïen, et un troisième traversé par un obus, qui le culbute et blesse le général Subervie auquel Pajol donnait des ordres ;
- Mojaïsk (9 septembre 1812) : bras droit fracassé d’un coup de fusil ;
- Bataille de Wachau (16 octobre 1813) : a son cheval tué par un obus qui éclate dans le poitrail et est blessé d’un fracture du bras gauche et des côtes après avoir été projeté par le souffle de l’explosion à plus de 25 pieds en l’air ;
- Bataille de Montereau (18 février 1814) : a son cheval tué sous lui et s’est blessé dans la chute.

## Titres
- Baron de l'Empire (décret impérial du 19 mars 1808, lettres patentes du 18 juin 1809) ;
- 1er Comte Pajol et de l'Empire (décret impérial du 25 novembre 1813) ;
- Confirmé comte (2 juin 1814).

## Décorations
France
- Titulaire d'un Sabre d'honneur, le 28 juillet 1800.
- Légion d'honneur :
  - Légionnaire (11 décembre 1803), puis,
  - Officier (26 prairial an XII : 14 juin 1804), puis,
  - Commandant (sur le champ de bataille d'Eckmühl, 24 avril 1809), puis,
  - Grand officier (sur le champ de bataille de Montereau, 19 février 1814), puis,
  - Grand aigle de la Légion d'honneur (sur le champ de bataille de Ligny, 17 juin 1815 ; confirmé Grand cordon de la Légion d'honneur le 21 août 1830) ;
- Ordre royal et militaire de Saint-Louis :
  - Chevalier (1er juin 1814) ;
- Croix de Juillet,

 Royaume de Bavière
- Ordre du Lion « de Bavière » (1808), chevalier le 29 juin 1807.
- Ordre militaire de Maximilien-Joseph de Bavière : chevalier, le 24 juillet 1807.
  - Chevalier ;

 Pologne
- Ordre de l'Aigle blanc,
  - Chevalier.

 Suède
- l'Ordre de l'Épée de Suède,
  - Grand-croix, à titre militaire, le 14 juillet 1842.

## Autres fonctions
- Pair des Cent-Jours (2 juin 1815) ;
- Membre de la Chambre des pairs (19 novembre 1831 : Monarchie de Juillet).

## Hommages
- Une rue de Paris (dans le 18e arrondissement), la rue Pajol, porte son nom depuis 1865. Cette voie a donné son nom à la halle Pajol.
- À la suite du décret Boulanger du 21 janvier 1887 qui prescrivait d'attribuer le nom d'une gloire locale aux ouvrages militaires et casernes, le fort des Justices à Besançon a été baptisé Fort Pajol.
- De 1864 à 1942, à Besançon sur la promenade Chamars tronait la Statue du général Pajol sculptée par son fils Pajol et fondue par Thiébaut Victor.

## Vie familiale
Claude Pierre Pajol est le fils de André Joseph Pajot (11 août 1746 - Nozeroy ✝ 1er février 1811 - Besançon), procureur au parlement de Besançon puis commissaire à la poste aux lettres sous le Premier Empire et Elisabeth Nodier, fille de Joseph Nodier (12 novembre 1695 - Ornans ✝ 1er janvier 1776 - Besançon), maître entrepreneur de bâtiment à Besançon. Par sa mère, il était le cousin germain de l'académicien et écrivain romancier Charles Nodier.
Pajol épouse, le 31 mars 1808 à Pont-Saint-Maur (Seine), Marie Louise Elise Oudinot de Reggio (1790 ✝ 18 avril 1832 - à Paris, de l'épidémie de choléra), fille de Nicolas Charles Oudinot, maréchal et duc de Reggio. Ensemble, ils ont :
- Charles Pierre Victor (1812 ✝ 1891), 2e comte Pajol, chef d'escadron au corps d'état-major, général de division lors de la guerre de 1870, chevalier de la Légion d'honneur, marié en 1844 avec Zoé (1820-1893), unique fille de François Gédéon Bailly de Monthion, dont :
  - Marie (1845 ✝ 1915), mariée en 1863 avec Emmanuel Bocher (1835 ✝ 1919), dont postérité ;
  - Napoléon Stéphan Gédéon Pierre Marie (1848 ✝ 1894), 3e comte Pajol, chef de bataillon d'infanterie, marié en 1877 avec Louise Deschamps (1855-1877), sans héritiers directs ;
- Anne Victorine (1814 ✝ 1817) ;
- Louis Eugène Léonce (1817 ✝ 1885), Saint-Cyrien (promotion de l'Obélisque (1836-1838)), chef d'escadron au 7e cuirassiers, Général de brigade lors de la guerre de 1870, aide de camp de Napoléon III, marié en 1851 avec Marguerite Certain de Bellozanne (1829 ✝ 1888), fille de Charles Certain (2 janvier 1795 - Sceaux (Hauts-de-Seine) ✝ 18 mai 1840 - Paris), 2e comte de Bellozanne, maire de Brémontier, dont :
  - Pierre, mort jeune ;
  - Caroline, morte jeune ;
  - Marie-Malvina-Françoise-Amandine Pajol[9], mariée avec Henri Étignard de La Faulotte (1850 ✝ 1928), diplomate, dont postérité.
    - Une fille de ce couple, Hélène Étignard de La Faulotte (1880 ✝ 1946), épousa Louis Davout (1877 ✝ 1958), 4e duc d’Auerstaedt.

## Armoiries
| Figure | Blasonnement |
|        | Armes du baron Pierre Claude Pajol et de l'Empire « Écartelé : au I, d'azur, au chevron d'or, accompagné en chef de deux molettes et en pointe d'une épée haute, le tout d'argent ; au 2, du quartier des Barons militaires ; au 3, de pourpre, au lion d'or, la tête contournée, tenant un drapeau du même ; au 4, de sinople, à un senestrochère, mouvant du canton senestre de la pointe, la manche d'argent, le parement d'azur chargé de trois chevrons d'argent, la main de carnation tenant un foudre d'or,. » |